# 행담도휴게소

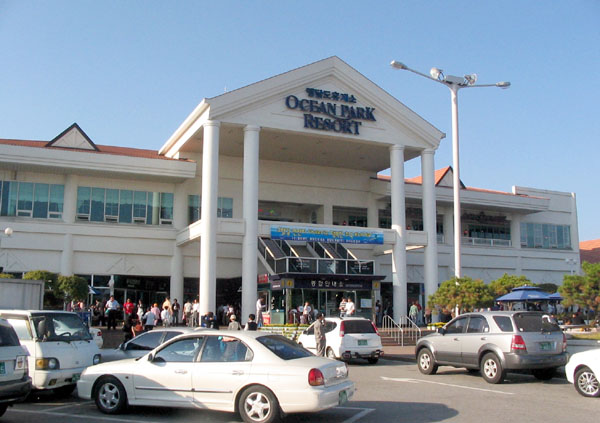
행담도휴게소

행담도휴게소(行淡島休憩所, Haengdam Island Service Area)는 충청남도 당진시 신평면 서해안고속도로 275 (매산리, 행담도)에 위치한 서해안고속도로의 휴게소이다. 양방향 휴게소가 통합형으로 존재한다. 2000년 11월 10일 서해대교를 포함한 서해안고속도로 당진 ~ 서평택 구간이 개통되면서 서해대교가 행담도를 지나게 되자 이에 따라 이 휴게소가 행담도 상에 설치되어 이듬해인 2001년 1월에 신설 개장하였다. 다른 명칭으로는 오션파크리조트(Ocean Park Resort)라고 불리고 있다. 휴게소를 진입·진출하기 위한 행담 나들목(Haengdam Interchange)이 설치되어 있다. 휴게소 내에 서해대교기념관이 있으며, 2017년 2월 22일 모다아울렛 행담도점 방문 차량의 요금 수납을 위해 이 휴게소 내에 무인영업소가 신설되었다.

## 시설
- 브랜드매장 : 모다아울렛, 미니스톱, 할리스 커피, Waffle Bant, Mr.Big, 투썸플레이스
- 서해대교관리소
- 서해대교기념관
- 정유소 : GS칼텍스
- LPG 충전소 : HD현대오일뱅크
- 경정비소 : 있음
- 화물휴게소 : 있음

## 전후
목포/무안 방향
- 송악 나들목 ← 행담도휴게소 ← 포승 분기점
- 서산휴게소 ← 행담도휴게소 ← 화성휴게소

서울 방향
- 송악 나들목 → 행담도휴게소 → 포승 분기점
- 서산휴게소 → 행담도휴게소 → 화성휴게소

## 교통량 정보
원톨링 시스템에 의해 집계된 행담도휴게소에서 회차한 차량 기준이다.
| 요금소                | 통행량 (대/일) | 통행량 (대/일) | 통행량 (대/일) | 통행량 (대/일) | 각주  |
| 요금소                | 2017년         | 2018년         | 2019년         | 2020년         | 각주  |
| --------------------- | -------------- | -------------- | -------------- | -------------- | ----- |
| 행담도휴게소 (폐쇄식) | 995            | 942            | 961            | 894            | [ 2 ] |

## 같이 보기
- 서해대교
- 행담도